# فهرست شهرک‌های صنعتی استان آذربایجان شرقی
فهرست شهرک‌های صنعتی استان آذربایجان شرقی:
- شهرک صنعتی اسکو                 (واقع در اسکو)
- شهرک صنعتی اهر                  (واقع دراهر)
- شهرک صنعتی بستان‌آباد           (واقع در بستان آباد)
- شهرک صنعتی بناب                (واقع در بناب)
- شهرک صنعتی بیلوردی             (واقع در)
- شهرک صنعتی پتروشیمی            (واقع در تبریز)
- شهرک صنعتی جلفا                 (واقع در جلفا)
- شهرک صنعتی چاراویماق           (واقع در چاراویماق)
- شهرک صنعتی چرم‌شهر               (واقع در تبریز)
- شهرک صنعتی ریحانه               (واقع در تبریز)
- شهرک صنعتی سراب                  (واقع درسراب)
- شهرک صنعتی سرامیکی مرند         (واقع در مرند)
- شهرک صنعتی سرمایه‌گذاری خارجی   (واقع در شبستر)
- شهرک صنعتی سعیدآباد             (واقع در تبریز)
- شهرک صنعتی سهند                 (واقع در تبریز)
- شهرک صنعتی شبستر                (واقع در شندآباد)
- شهرک صنعتی شهید رجایی           (واقع در تبریز)
- شهرک صنعتی شهید سلیمی           (واقع در آذرشهر-بخش ممقان)
- شهرک صنعتی صنایع ساختمانی       (واقع در شندآباد)
- شهرک صنعتی عجب‌شیر               (واقع در عجبشیر)
- شهرک صنعتی فناوری خودرو         (واقع در تبریز)
- شهرک صنعتی کاغذکنان             (واقع در تبریز)
- شهرک صنعتی کلیبر                (واقع در کلیبر)
- شهرک صنعتی چرم‌شهر               (واقع در تبریز)
- شهرک صنعتی مراغه                (واقع درمراغه)
- شهرک صنعتی مرند                 (واقع در مرند)
- شهرک صنعتی میانه ۱              (واقع درمیانه)
- شهرک صنعتی میانه ۲              (واقع درمیانه)
- شهرک صنعتی هشترود               (واقع در هشترود)
- شهرک صنعتی ورزقان               (واقع در ورزقان)
- شهرک صنعتی عالی نسب             (واقع در تبریز)
- شهرک صنعتی سرمایه گذاری خارجی   (واقع در شبستر)
- شهرک صنعتی مصنوعات فلزی         (واقع در تبریز)